# Mentuhotep II.
Nebhepetre Mentuhotep II. je bil faraon iz Enajste egipčanske dinastije, ki je vladal 51 let od okoli 2061 pr. n. št. do 2010 pr. n. št. Okoli  39. leta vladanja je ponovno združil Gornji in Spodnji Egipt, s čimer se je končalo prvo vmesno obdobje Egipta. Mentuhotep II. se zato šteje za prvega faraona Srednjega egipčanskega kraljestva.

## Družina
Mentuhotep II. je bil sin faraona Intefa III. in njegove žene Ije, ki je bila hkrati njegova sestra. Njihove sorodstvene vezi so dokazane na Henenujevi steli "Kairo  36346". Posredno so dokazane tudi na reliefu v Šatt er-Rigalu.
Mentuhotep II. je imel veliko žena, ki so bile pokopane skupaj z njim ali v neposredni bližini njegovega pogrebnega templja.
- Tem (tm) bi lahko bila Mentuhotepova glavna žena, ker so jo  naslavljali  hmt-nswt, "kraljeva žena", hmt-nswt mryt.f,  "kraljeva žena, njegova ljubljenka"  in wrt-Hts-nbwi,  "velika (kraljica),  ki nosi eno od žezel dveh gospodarjev". Z Mentuhotepom II. je imela dva otroka, od katerih je bil eden zagotovo Mentuhotep III. Umrla je za svojim možem. Pokopana je skupaj s sinom v Mentuhotepovem pogrebnem templju.[8] Njen grob je odkril Lord Duffering leta  1859, odkopal pa D. Arnold leta 1968.[9]
- Neferu II. ("Čudovita") so naslavljali "kraljeva žena"  in hmt-nswt-mryt.f, "kraljeva žena, njegova ljubljenka". Ker je nosila tudi naslov  s3t-nswt-smswt-n-kht.f,  "najstarejša kraljeva hčerka njegovega telesa", irjt-p3t, "kronska princesa"  in  hmwt-nbwt, "goospodarica vseh žensk",  bi lahko bila tudi njegova sestra. Pokopana je bila v grobnici  TT319  v Deir el-Bahariju.

- Kauit  (k3wj.t) je bila ena od nižjih žena Mentuhotepa II. Naslavljali so jo hmt-nswt mryt.f, "kraljeva žena, njegova ljubljenka" in khkrt-nswt, "kraljev okras".  Bila je svečenica boginje Hator in zelo verjetno Nubijka.[11][12] Pokopana je bila pod teraso pogrebnega templja Mentuhotepa II. Njen sarkofag je odkril E. Naville leta 1907.
- Sadeh, Ašajet,  Henhenet in Kemsit so bile nižje žene Mentuhotepa II. Naslavljali so jih ofhmt-nswt mryt.f, "kraljeva žena, njegova ljubljenka" in  khkrt-nswt-w3tit,  "edinstven kraljev okras". Vse so bile svećenice boginje Hator.[13] Pokopane so skupaj v votlini pod teraso pogrebnega  templja Mentuhotepa II.[14][15] Ena od alternativnih teorij pravi, da je bila Henhenet ena od drugih žena Intefa III. in morda mati Neferu II. Henhenet je morda umrla na porodu.
- Muit je bila pet let stara deklica, pokopana skupaj z drugimi ženami Mentuhotepa II., zato ni jasno, ali je bila ena od njegovih žena ali ena od njegovih hčera.

## Vladanje
Mentuhotep II. se šteje za prvega vladarja Srednjega kraljestva. Torinski seznam kraljev mu pripisuje 51 let vladanja. Mnogo egiptologov je zaradi dveh skalnih reliefov s podobo Mentuhotepa II. in napisom "Intef" dolgo časa domnevalo, da je bil njegov predhodnik Intef III. Amenhotepov oče.  To seveda ni povsem zanesljivo, ker so se takšni reliefi izdelovali tudi v propagandne namene. Razen tega je poreklo Mentuhotepa II. povezano s še nekaj drugimi težavami: faraon je kat trikrat spremenil svoje ime in se razglašal za potomca različnih bogov.

### Zgodnje vladanje
Mentuhotep II. je ob prihodu na prestol nasledil obsežno ozemlje od prvega Nilovega katarakta na jugu do Abidosa in Tjebuja na severu, ki so ga osvojili njegovi predhodniki. Zgleda, da je prvih štirinajst let vladal mirno in samo v tebanski regiji, ker ni  za to obdobje nobenih trdnih dokazov o vojaških konliktih.  To bi lahko pomenilo, da je na prestol prišel mlad, in hkrati posredno potrdilo trditev, da ja vladal 51 let.

### Ponovna združitev Egipta
V 14. letu vladanja je na severu Egipta izbruhnil upor, najverjetneje zaradi konfliktov med Mentuhotepovim delom Egipta s prestolnico Tebe in rivalsko Deseto dinastijo s sedežem v Herakleopolisu, ki je grozila z napadom na Gornji Egipt. Štirinajsto leto Mentuhotepovega vladanja se v njegovih letopisih imenuje "Leto tiniškega kriminala" in se zagotovo nanaša na herakleopolsko  osvojitev tiniške regije in domnevno oskrunitev stare egipčanske nekropole v  Abidosu. Mentuhotep II. je na sever takoj poslal svojo vojsko. Arheologi so  v 1920. letih v Deir el-Bahariju odkrili grob z nemumificiranimi trupli 60 v bitki ubitih vojakov, ovitimi v lanene prte z Mentuhotepovo kartušo.  Pokopani so bili v bližini grobnic tabanskih vladarjev, zato se domneva, da gre za trupla junakov, ubitih med spopadom med Mentuhotepom II. in osvajalci s severa. Vladar Spodnjega Egipta Merikare je v bitki verjetno padel, kar je še bolj oslabilo njegovo kraljestvo in ponudilo Mentuhotepu II. priložnost, da ponovno združi Egipt. Natančen datum združitve ni znan. To se je zgodilo vejetno kmalu po 39. letu njegovega vladanja. Proces združevanja je očitno trajal veliko časa, morda zaradi splošne negotovosti v državi: v grobovih  običajnih ljudi so arheologi odkrivali orožje, uradniki pa so na pogrebnih stelah upodobljeni z orožjem in ne z regalijami kot običajno. Ko je Mentuhotepov naslednik kakšnih dvajset let po združitvi Egipta  poslal odpravo v Punt, je moral v Vadi Hammamatu najprej obračunati z uporniki.
Po združitvi Egipta so imeli podložniki  Mentuhotepa II. za  boga ali vsaj polboga. To se je dogajalo še v Dvanajsti dinastiji kakšnih dvesto let kasneje.

### Vojaške operacije izven Egipta
Mentuhotep II. je v 29. in 30. letu vladanja poslal vojsko pod poveljstvom svojega vezirja Ketija na jug v Nubijo, ki je v prvem vmesnem obdobju Egipta postala neodvisna.  V tem času se je v egipčanskih dokumentih Nubija prvič začela omenjati kot  Kuš. Mentuhotep je razen tega v trdnjavo na otoku  Elefantina namestil svojo vojsko,  ki bi jo lahko hitro  poslal proti jugu. Obstajajo tudi dokazi o njegovih vojaških aktivnostih v Kanaanu.

### Reorganizacija državne uprave
V celem prvem vmesnem obdobju Egipta so bili pomembni nosilci oblasti guvernerji provinc – nomarhi.  Njihov položaj je v Šesti dinastiji postal deden, propad centralne državne uprave pa jim je omogočil popolno oblast v njihovih nomih. Mentuhotep II. je po združitvi Egipta začel izvajati trdo politiko centralizacije državne uprave. Svoj položaj je okrepil z uvedbo položaja vezirja Gornjega in vezirja Spodnjega Egipta in na ta položaja imenoval Bebija in Dagija. Vezirja sta imela popolno oblast nad lokalnimi nomarhi.
Drugi pomembni visoki državni uradniki so bili zakladnik in organizator Mentuhotepovega sed festivala Keti, zakladnik Meketere in nadzornik  pečatarjev Meru.
Ustanovil je tudi mobilno enoto dvornih uradnikov, ki so ob vezirjih nadzirali dejanja nomarhov. In ne nazadnje je odstavil vse nomarhe, ki so podpirali Deseto dinastijo, med njimi tudi guvernerja Asjuta. V tem času je začel tudi obsežen program svojega pobóženja in poudarjanja božanske narave vladarja.

### Naslavljanje
Mentuhotepov program  samopobóženja je razviden iz njegovih templjev, v katerih so ga upodabljali  s pokrivalom bogov Mina in Amona.  Morda najboljši dokaz njegove politike so njegovi trije vladarski naslovi: njegovo drugo horovo in nebti sta se glasila "Božanski vladar bele krone", proti koncu vladavine pa se je naslavljal  tudi  s "sin boginje Hator".
V vladarski karieri je dvakrat spremenil svoje vladarske naslove,  prvič v štirinajstem letu vladanja po  začetnih uspehih vojnega pohoda proti Herakleopolisu Magna na severu Egipta.  Drugič jih je spremenil malo pred 39. letom vladanja ali med proslavljenjen sed festivala v 39. letu vladamja. Z zadnjo spremembo je želel poudariti končne uspehe vojnih pohodov in združitev Egipta.
| G5 |

| G5 |

| S29 | S34 | F34 · N16 · N16 |

| S29 | S34 | F34 · N16 · N16 |

| R8 | S2 |

| R8 | S2 |

| F36 | N16 · N16 |

| F36 | N16 · N16 |

| G16 |

| G16 |

| R8 | S2 |

| R8 | S2 |

| F36 | N16 · N16 |

| F36 | N16 · N16 |

| G8 |

| G8 |

| N29 · G5 · S12 | S9 |

| N29 · G5 · S12 | S9 |

| M23 · X1 | L2 · X1 |

| M23 · X1 | L2 · X1 |

| ra · nb | Aa5 |

| ra · nb | Aa5 |

| ra · nb | P8 |

| ra · nb | P8 |

| G39 · N5 |

| G39 · N5 |

| mn · n · T | w | Htp · t · p |

| mn · n · T | w | Htp · t · p |

| mn · n · T | w | Htp · t · p |

| mn · n · T | w | Htp · t · p |

| mn · n · T | w | Htp · t · p |

| mn · n · T | w | Htp · t · p |

Mentuhotepovo naslavljanje na plošno kaže željo po vrnitvi k izročilom Starega kraljestva. Na to še posebej kaže njegovih pet imen, ki jih je privzel po združitvi Egipta. Takšno naslavljanje se je pojavilo prvič po Šesti dinastiji in se je kasneje v prvem vmesnem obdobju pojavljalo zelo redko. Drug dokaz, da je Mentuhotep II. veliko pozornosti posvečal izročilom Starega kraljestva, je njegov drugi nomen, ki je včasih zapisan
|                      |    |     |             |          |           |
| \| \| \| \| \| \| \| |    |     |             |          |           |
|                      |    |     |             |          |           |
| O10                  | nb | O28 | n · t · O49 | G39 · Y5 | V13 · Htp |

| O10 | nb | O28 | n · t · O49 | G39 · Y5 | V13 · Htp |

|                      |    |     |             |          |           |
| \| \| \| \| \| \| \| |    |     |             |          |           |
|                      |    |     |             |          |           |
| O10                  | nb | O28 | n · t · O49 | G39 · Y5 | V13 · Htp |

| O10 | nb | O28 | n · t · O49 | G39 · Y5 | V13 · Htp |

"Sin Hator, vladarice Dendere, Mentuhotep"
Omenjanje Hator in ne Raja je podobno naslavljanju Pepija I. (Šesta dinastija, 2332-2287 pr. n. št.). V kasnejših seznamih kraljev se je Mentuhotep II. omenjal z različnimi oblikami tretje skupine imen:  
|          |    |
| \| \| \| |    |
|          |    |
| ra · nb  | P8 |

| ra · nb | P8 |

|          |    |
| \| \| \| |    |
|          |    |
| ra · nb  | P8 |

| ra · nb | P8 |

|                         |     |    |         |   |    |    |
| \| \| \| \| \| \| \| \| |     |    |         |   |    |    |
|                         |     |    |         |   |    |    |
| Y5 · n                  | U33 | Z7 | Htp · t | p | Z7 | G7 |

| Y5 · n | U33 | Z7 | Htp · t | p | Z7 | G7 |

|                         |     |    |         |   |    |    |
| \| \| \| \| \| \| \| \| |     |    |         |   |    |    |
|                         |     |    |         |   |    |    |
| Y5 · n                  | U33 | Z7 | Htp · t | p | Z7 | G7 |

| Y5 · n | U33 | Z7 | Htp · t | p | Z7 | G7 |

### Spomeniki
Mentuhotep II. je naročil gradnjo številnih templjev, predvsem v Gornjem Egiptu,  natančneje v Abidosu, Asuanu, Todu, Armantu, Gebeleinu, El Kabu, Karnaku in Denderi. Mentuhotep je s tem nadaljeval tradicijo gradnje lokalnih templjev, ki jo je začel njegov stari oče Intef II. Tradicija se je nadaljevala skozi celo  Srednje kraljestvo.

## Pogrebni tempelj

### Pogrebni tempelj
Mentuhotepov najbolj ambiciozen in izviren gradbeni projekt je njegov pogrebni tempelj. Več izvirnih arhitekturnih novosti je prekinilo tradicijo gradnje piramidnih kompleksov, značilnih za Staro kraljestvo, in naznačilo gradnjo "templjev za milijon let" iz Novega kraljestva. Tempelj Mentuhotepa II. je bil zagotovo največji navdih za skoraj 550 let kasneje zgrajena templja kraljice Hačepsut in Tutmoza III.
Najbolj bistvena inovacija templja pa ni imela arhitekturne ampak versko vsebino. Bil je prvi pogrebni tempelj, v katerem faraon ni bil samo prejemnik darovanj, ampak je sam odrejal obred za bogove, v tem primeru za Amon-Raja. Drugo: tempelj je faraona izenačil z Ozirisom, lokalnim tebanskim bogom, katerega pomen je v Enajsti dinastiji in kasneje stalno rasel. Dekoracije in vladarjevi kipi v templju poudarjajo oziriške  aspekte mrtvega vladarja, ideologijo, očitno izraženo v pogrebnem kiparstvu številnih kasnejših faraonov.
Večina tempeljskega okrasja je delo lokalnih tebanskih umetnikov, kar je razvidno iz  prevladujočega umetniškega sloga: ljudje imajo velika usta in oči in drobna telesa. Prefinjene kapele žena Mentuhotepa II. so zagotovo delo  memfiških obrtnikov, na katere so imeli  velik vpliv standardi in dogovori iz Starega kraljestva. Pojav fragmentacije umetniških slogov je opazen v celem prvem vmesnem obdobju Egipta in je neposredna posledica politične fragmentacije države.

### Lokacija
Tempelj stoji na klifu v Deir el-Bahariju na zahodnem bregu Nila v Tebah. Izbira lokacije je zagotovo povezana z izvorom tebanske Enajste dinastije, saj si bili tam pokopani vsi Mentuhotepovi predhodniki. Razen tega so v Deir el-Bahari na Praznik lepote doline vsako leto  prinesli kip Amona, kar je faraon morda imel za  koristen dogodek za njegov pogrebni kult. Tempelj Mentuhotepa II. je bil končni cilj Amonove barke vse do izgradnje Hačepsutinega pogrebnega templja Džeser-Džeseru nekaj stoletij kasneje.

### Odkritje in izkopavanja
Na začetku 19. stoletja so bile ruševine templja Mentuhotepa II. popolnoma zasute s peskom in ostale neodkrite vse do druge polovice 19.  stoletja. Prve raziskave so opravili Lord Dufferin in njegova asistenta Lorange in Cyril C. Graham leta 1859 na jugozahodnem vogalu hipostilne dvorane. Pod goro kršja so odkrili izropano grobnico kraljice Tem, ene od Mentuhotepovih žena. Kasneje so odkrili tudi granitni oltar s podobo Amon-Raja in razne druge najdbe, med njimi Neferujevo grobnico TT319. Nazadnje so leta 1898 odkrili skrivno komoro Bab el-Hosan  in slaven črn kip sedečega faraona.
Izkopavanja  v letih 1903-1907 je vodil Henri Édouard Naville v imenu Egiptovskega fonda za raziskave. Bil je prvi, ki se je raziskovanja templja lotil sistematično. Približno deset let kasneje (1920-1931) je raziskave nadaljeval Herbert E. Winlock v imenu Metropolitan Museum of Art. Arnold  je objavil samo   preliminarna poročila in povzetek. Nazadnje je najdišče  v letih 1967-1971 raziskoval  Dieter v imenu Nemškega arheološkega inštituta. Objavil je obsežno poročilo v treh delih.

### Ustanovitveni darovi
Pod štirimi vogali tempeljske terase je H. Winlock leta 1921-1922 odkrili štiri jame, izkopane pred začetkom gradnje templja. Jame so bile namenjene ustanovitvenim obredom in darovom. V njih so odkrili govejo lobanjo, vrče in sklede s sadjem, ječmen in kruh in zidak iz blata z imenom Mentuhotepa II.
Dieter Arnold je med kasnejšimi izkopavanji jam leta 1970 odkril še več darov, največ kruha in trakov sušene govedine, nekaj bronastih predmetov, žezlo iz fajanse in kose tkanin. Kosi tkanine so bili na vogalih označeni z rdečim črnilom. Na sedmih je bilo ime Mentuhotepa II., na treh pa Intefa II.

### Arhitektura

#### Pristopna pot in dvorišče
Mentuhotepov pogrebni tempelj je imel po zgledu na pogrebne komplekse Starega kraljestva dva templja: gornjega v Deir el-Bahariju in spodnjega sredi obdelanega polja ob Nilu. Spodnji tempelj je bil z gornjim povezan z 1,2 km dolgo in 46 m široko nepokrito potjo, ki se je končala na dvorišču pred gornjim templjem.
Na dvorišču templja je bila pravokotna cvetlična greda s petimi sikamorami in osmimi tamariskami v globokih jamah, napolnjenih z zemljo. Vrt je bil eden od redkih arheološko dokumentiranih staroegipčanskih tempeljskih vrtov. Dokumentacija je omogočila popolno rekonstrukcijo njegovega videza. Vzdrževanje vrta, oddaljenega več kot kilometer od Nila, je zahtevalo veliko vrtnarjev in dodelan namakalni sistem.
Levo in desno od poti je stalo najmanj 22 kipov sedečega Mentuhotepa II. Na kipih na levi strani poti je nosil belo krono Gornjega Egipta, na kipih na desni pa rdečo krono Spodnjega Egipta. Kipi so bili postavljeni verjetno ob sed festivalu v 39. letu njegovega vladanja.  Nekaj kipov brez glave še vedno stoji na prvotnih mestih. Herbert Winlock je leta 1921 odkril še en kip Mentuhotepa II., ki je zdaj v Metropolitan Museum of Art.

#### Prednji del templja
Zahodno od pristopne poti je bil glavni tempelj, sestavljen iz dveh delov. Prednji del je bil posvečen Montu-Raju, ki je združeval sončnega boga Raja in tebanskega boga vojne Montuja. Slednjega so še posebej častili v Enajsti dinastiji.  Z dvorišča je vodila klančina na gornjo teraso. Obstoječo klančino je leta 1905 zgradil Édouard Naville na ostankih prvotne klančine. Vzhodna prednja stran templja je imela na obeh straneh klančine portik z dvema vrstama pravokotnih stebrov, ki sta dajala templju videz vrstne grobnice, značilne za Mentuhotepove predhodnike iz Enajste dinastije.
Na tempeljski terasi je bil 60 m širok, 43 m dolg in 5 m visok podij, na katerem je stala gornja dvorana, obdana z ambulatorijem. V njem je bilo 140 osmerokotnih stebrov, razporejenih v treh vrstah. Od večine stebrov so se ohranili samo podstavki.
Arkadno dvorišče je bilo povsem zapolnjeno z osrednjo 22 m široko in 11 m visoko zgradbo, ki jo je leta 1904 in 1905 izkopal Edouard Naville.
Zahodno od hipostilne dvorane je bil najsvetejši del templja, svetišče, posvečeno Mentuhotepu II. in Amon-Raju. V majhnem  speosu je bil faraonov kip v nadnaravni velikosti. Zadnji zid svetišča je bil naslonjen na steno. Na zunanjih in notranih straneh zidov so bili večbarvni napisi in  visoki reliefi faraonov in bogov. Na ohranjenih fragmentih reliefov je upodobljen pobóženi faraon, obdan z glavnimi bogovi Gornjega in Spodnjega Egipta: Nekbet, Setom, Horom in Vadžet. Relief je očitna manifestacija temeljitih verskih sprememb v ideologiji kraljevanja v primerjavi s  Starim kraljestvom: v Starem kraljestvu je bil faraon gospodar piramidnega kompleksa, zdaj pa je bila njegova vloga zmanjšana na vlogo človeka, odvisnega od dobre volje bogov. Njegova nesmrtnost ni bila več prirojena, ampak so mu jo podelili bogovi.

#### Zadnji del templja
Za osrednjo zgradbo je bilo v skalo vsekano središče kulta pobóženega faraona. Pred njim je bilo odprto dvorišče, obdano z 82 pravokotnimi stebri in kapelo s faraonovim kipom. Ta del templja je bil posvečen Amon-Raju.
Na severni in južni strani odprtega dvorišča je bilo po pet stebrov, na vzhodni strani pa dve vrsti s šestnajstimi stebri. Sredi dvorišča je bil globok dromos, ki je vodil v faraonovo grobnico. Arheologi so v tem delu templja odkrili oltar iz apnenca, granitno stelo in šest granitnih kipov Senuseta III. Na zahodni strani dvorišča je bil dostop do hipostilne dvorane z deset vrstami po osem stebrov in dvema stebroma ob vhodu.  Dvorana je bila od dvorišča ločena z zidom in dostopna pa kratki klančini.

### Grobnica
Z odprtega dvorišča zadnjega dela templja je 150 m dolg hodnik vodil 45 m globoko  do velike podzemne komore, ki je bila zgotovo faraonova grobnica. Prostor je imel koničast strop in je bil v celoti obložen z rdečim granitom. V njem je bila kapela iz alabastra, podobna gornjeegipčanskim svetiščem. Komora je bila zaprta z dvojnimi vrati, ki jih ni več. Na tleh so se ohranili sledovi lesene krste in posod za kozmetiko.  Večino vsebine grobnice so izropali že v davni preteklosti. Med redkimi najdenimi predmeti so žezlo, več puščic in več modelov žitnic in pekarn.

## Galerija
- Hodnih, ki vodi v grobnico  Mentuhotepa  II.
- Model žitnice iz grobnice Mentuhotepa II.
- Glava kipa Mentuhotepa II.; prvotno je stal v Tebah, zdaj je razstavljen Vatikanskem muzeju, Vatikan
- Mentuhotep II. prejema darove, Muzej Louvre
- Valjasta pečatnika  Mentuhotepa II., Muzej Louvre
- Kartuša Mentuhotepa II. na Abidoškem seznamu kraljev
- Pogrebni tempelj Mentuhotepa II. v Deir el-Bahariju
- Nosilec senčnika Mentuhotepove žene Neferu, upodobljen v značilnem regionalnem slogu Enajste dinastije